# الکس آبگو

الکس آبگو (به انگلیسی Alex Ubago)
وی خواننده سبک پاپ اسپانیولی می‌باشد.

## زندگی‌نامه
الکس آبگو (الخاندرو مارتینز آبگو رودریگز) در ۲۹ ژانویه ۱۹۸۱ در ویتوریا ی اسپانیا به دنیا آمد.

الکس وقتی ۴ ساله بود به همراه پدر و مادرش به سن سباستین رفت.
او اولین آهنگ خود را در سن ۱۵ سالگی نوشت و این در حالی بود که وی نوشتن را خود آموخته بود.

این خواننده و ترانه سرای باسک اسپانیولی بیشتر به واسطه صدای صمیمی و تصنیف‌های زیبایش شناخته می‌شود.

### شروع فعالیت حرفه‌ای
بعد از این که الکس آبگو چند آهنگ نوشت، در تماسی با دیوید آبگو پسر عموی خود که نوازنده در یک استودیوی خانگی بود درخواست کرد که به او کمک کند تا یکی از آهنگ‌هایش را تا روز تولد دوست دخترش آماده و ضبط کند.

دیوید آبگو نیز الکس را به رئیس خود آقای آینیجیو آرگومانیز معرفی کرد و وی به همراه همکارانش ضبط اولین آهنگ الکس را آغاز کردند.

#### همکاری با آتلانتیک DRO
در ادامهٔ همکاری الکس آبگو و استودیو ی خانگی یک آهنگ که نوآوری خوبی در آن بود و همین باعث شد که آهنگ ضبط شده برای آلفونسو پرز مدیر هنری آتلانتیک DRO فرستاده شود. این کمپانی در سال ۲۰۰۰ با الکس آبگو قرارداد امضاء نمود و همکاری و فعالیت حر فه‌ای وی آغاز شد.

سه سال بعد از امضاء این قرارداد، آهنگ زیبای وی به نام "Que Pides Tu" منتشر شد و به دنبال ان در سال ۲۰۰۴ آهنگ "Fantasia o Realidad" منتشر شد که الکس آبگو را تبدیل به یک خواننده بین‌المللی کرد.
آهنگ بعدی وی در اسپانیا، آمریکای لاتین و ایالات متحده آمریکا به فروش گسترده دست یافت.

### موفقیت‌ها
در سال ۲۰۰۶ الکس آبگو با ضبط و انتشار آهنگ‌های "Aviones de Cristal" و "Viajar Contigo" خود را در مقام نخست فهرست موفق ترین‌های موسیقی (Billboard Chart successes) قرار داد.

در همان زمان در صدر جدول بهترین موسیقی لاتین قرار گرفت و عکس وی بر روی جلد بسیاری از مجلات لاتین اسپانیولی از جمله رولینگ استون قرار گرفت.

وی بیش از ۱۰۰ کنسرت در اسپانیا برگزار کرده و آلبوم پلاتینیوم وی چندین بار انتشار مجدد شده‌است و بیش از ۹۰۰۰۰۰ نسخه فروش رفته است. وی هم‌اکنون یکی از موفق‌ترین خوانندگان پاپ اسپانیا شناخته می‌شود.